# Europamästerskapen i friidrott 2024 – Damernas släggkastning
Damernas släggkastning vid europamästerskapen i friidrott 2024 avgjordes mellan den 9 och 10 juni 2024 på Olympiastadion i Rom i Italien.
Guldet togs av italienska Sara Fantini efter ett kast på 74,18 meter. Silvret togs av polska Anita Włodarczyk och bronset togs av franska Rose Loga.

## Rekord
| Rekord inför EM 2024 | Rekord inför EM 2024   | Rekord inför EM 2024 | Rekord inför EM 2024 | Rekord inför EM 2024 |
| -------------------- | ---------------------- | -------------------- | -------------------- | -------------------- |
| Världsrekord         | Anita Włodarczyk (POL) | 82,98 m              | Warszawa, Polen      | 28 augusti 2016      |
| Europarekord         | Anita Włodarczyk (POL) | 82,98 m              | Warszawa, Polen      | 28 augusti 2016      |
| Mästerskapsrekord    | Anita Włodarczyk (POL) | 78,94 m              | Berlin, Tyskland     | 18 augusti 2018      |
| Världsårsbästa       | Brooke Andersen (USA)  | 79,92 m              | Tucson, USA          | 4 maj 2024           |
| Europaårsbästa       | Zalina Marghieva (MDA) | 75,95 m              | Baltjik, Bulgarien   | 21 maj 2024          |

## Program
Alla tider är lokal tid (UTC+1)
| Datum        | Tid   | Omgång |
| ------------ | ----- | ------ |
| 9 juni 2024  | 10:05 | Kval   |
| 10 juni 2024 | 21:33 | Final  |

## Resultat

### Kval
Kvalregler: Kast på minst 71,50 meter 0Q0 eller de 12 friidrottare med längst kast 0q0 gick vidare till finalen.
| Placering | Grupp | Namn                           | Nationalitet   | #1    | #2    | #3    | Distans | Noteringar |
| --------- | ----- | ------------------------------ | -------------- | ----- | ----- | ----- | ------- | ---------- |
| 1         | A     | Katrine Koch Jacobsen          | Danmark        | x     | 72,88 |       | 72,88   | 0Q0, 0SB0  |
| 2         | B     | Sara Fantini                   | Italien        | 71,16 | x     | 72,28 | 72,28   | 0Q0        |
| 3         | B     | Rose Loga                      | Frankrike      | 71,70 |       |       | 71,70   | 0Q0        |
| 4         | B     | Zalina Marghieva               | Moldavien      | 70,81 | 71,33 | r     | 71,33   | 0q0        |
| 5         | B     | Anita Włodarczyk               | Polen          | 69,18 | 71,08 | 71,27 | 71,27   | 0q0        |
| 6         | B     | Silja Kosonen                  | Finland        | 69,99 | 69,96 | 70,94 | 70,94   | 0q0        |
| 7         | A     | Nicola Tuthill                 | Irland         | 65,76 | 69,04 | 69,85 | 69,85   | 0q0, NU23R |
| 8         | A     | Malwina Kopron                 | Polen          | 67,56 | 68,59 | 69,13 | 69,13   | 0q0        |
| 9         | A     | Réka Gyurátz                   | Ungern         | 59,77 | x     | 69,06 | 69,06   | 0q0, 0SB0  |
| 10        | A     | Anna Purchase                  | Storbritannien | 68,91 | 64,56 | 66,44 | 68,91   | 0q0        |
| 11        | A     | Hanna Skydan                   | Azerbajdzjan   | 64,66 | 68,80 | x     | 68,80   | 0q0        |
| 12        | B     | Katarzyna Furmanek             | Polen          | 67,75 | 68,19 | 68,66 | 68,66   | 0q0        |
| 13        | A     | Rachele Mori                   | Italien        | 66,74 | 67,18 | 68,52 | 68,52   | 0SB0       |
| 14        | B     | Charlotte Payne                | Storbritannien | 55,56 | 68,47 | x     | 68,47   |            |
| 15        | A     | Elísabet Rut Rúnarsdóttir      | Island         | x     | 68,02 | x     | 68,02   |            |
| 16        | B     | Samantha Borutta               | Tyskland       | x     | 68,00 | x     | 68,00   |            |
| 17        | B     | Guðrún Karítas Hallgrímsdóttir | Island         | 67,32 | x     | 67,57 | 67,57   |            |
| 18        | A     | Alexandra Tavernier            | Frankrike      | 63,35 | 67,11 | 65,06 | 67,11   |            |
| 19        | B     | Stamatia Scarvelis             | Grekland       | 66,06 | 65,93 | 67,10 | 67,10   |            |
| 20        | A     | Bianca Florentina Ghelber      | Rumänien       | 66,70 | 65,03 | x     | 66,70   |            |
| 21        | B     | Valentina Savva                | Cypern         | 66,58 | 65,91 | x     | 66,58   |            |
| 22        | A     | Beatrice Nedberge Llano        | Norge          | 66,53 | x     | 66,49 | 66,53   |            |
| 23        | A     | Krista Tervo                   | Finland        | 66,16 | x     | 65,36 | 66,16   |            |
| 24        | B     | Iryna Klymets                  | Ukraina        | 64,69 | 66,11 | x     | 66,11   |            |
| 25        | A     | Grete Ahlberg                  | Sverige        | 65,18 | 65,47 | x     | 65,47   |            |
| 26        | A     | Thea Löfman                    | Sverige        | 54,65 | x     | 64,31 | 64,31   |            |
| 27        | A     | Veronika Kaňuchová             | Slovakien      | 63,85 | x     | x     | 63,85   |            |
| 28        | B     | Suvi Koskinen                  | Finland        | 62,72 | 60,59 | x     | 62,72   |            |
| 29        | B     | Martina Hrašnová               | Slovakien      | 61,46 | x     | x     | 61,46   |            |
|           | B     | Rebecka Hallerth               | Sverige        | x     | x     | x     | NM      |            |

### Final
Det oavgjorda resultatet mellan Jacobsen och Marghieva avgjordes genom bästa andrakast, där Jacobsens 70,46 meter slog Marghievas 69,66 meter.
| Placering | Namn                  | Nationalitet   | #1    | #2    | #3    | #4    | #5    | #6    | Distans | Noteringar      |
| --------- | --------------------- | -------------- | ----- | ----- | ----- | ----- | ----- | ----- | ------- | --------------- |
| 1         | Sara Fantini          | Italien        | 70,05 | 72,30 | 72,61 | 74,18 | 70,77 | 70,71 | 74,18   | 0SB0            |
| 2         | Anita Włodarczyk      | Polen          | 71,42 | 71,93 | 71,91 | 72,92 | 72,24 | 71,20 | 72,92   | 0SB0            |
| 3         | Rose Loga             | Frankrike      | 69,31 | x     | 67,16 | 72,68 | 70,64 | x     | 72,68   | 0PB0            |
| 4         | Silja Kosonen         | Finland        | 70,52 | 72,06 | 71,75 | 71,27 | 67,87 | x     | 72,06   |                 |
| 5         | Katrine Koch Jacobsen | Danmark        | x     | 70,57 | x     | 70,46 | 70,11 | 70,32 | 70,57   | Andrakast 70,46 |
| 6         | Zalina Marghieva      | Moldavien      | 69,66 | 70,57 | 68,96 | x     | 69,19 | x     | 70,57   | Andrakast 69,66 |
| 7         | Malwina Kopron        | Polen          | x     | 69,72 | x     | 68,48 | 68,50 | x     | 69,72   |                 |
| 8         | Anna Purchase         | Storbritannien | 68,15 | 65,78 | 69,24 | 65,96 | 65,84 | x     | 69,24   |                 |
|           |                       |                |       |       |       |       |       |       |         |                 |
| 9         | Nicola Tuthill        | Irland         | 66,85 | 69,09 | 66,29 |       |       |       | 69,09   |                 |
| 10        | Hanna Skydan          | Azerbajdzjan   | 66,27 | 68,10 | x     |       |       |       | 68,10   |                 |
| 11        | Katarzyna Furmanek    | Polen          | 67,11 | 67,50 | x     |       |       |       | 67,50   |                 |
| 12        | Réka Gyurátz          | Ungern         | 66,68 | x     | x     |       |       |       | 66,68   |                 |